# Palazzo Barracco
(François Lenormant, II, 179)
Palazzo Barracco è un importante edificio di Crotone situato in piazza Castello, all'interno del centro storico.
Situato in posizione dominante, dal palazzo si può godere una veduta generale e spaziosa della città, del mare, della campagna e dei monti. Affacciante su piazza Castello, esso è collegato alla città da numerose strade.
Dal 1995 al 2009 il palazzo è stato sede degli uffici della Camera di Commercio di Crotone e del Museo dell'arte contemporanea di Crotone, comunemente noto con l'acronimo MACK.

## Storia

### La famiglia Barracco
La presenza del barone Alfonso Barracco era già nota in città alla fine del Settecento. Il 23 gennaio 1800 stipulò un atto con i fratelli De Riso e i Bianco di Catanzaro, con il quale egli stesso si impegnò a consegnare 1.700 tomoli di grano del raccolto del 1799. Il grano dovette poi essere consegnato dal catanzarese Antonio Casaburi, all'epoca abitante in Crotone, e che svolse la carica di “regio uditore ed assessore politico e militare di questa real piazza di Cotrone e amministratore dei beni di Alfonso Barracco, per parte del regio fisco”. Successivamente, il palazzo passò da Alfonso Barracco al figlio Luigi.
Figlio di Alfonso e di Emanuela Vercillo, si sposò con l'aristocratica crotonese Maria Chiara Lucifero; nel 1828 attuò una permuta per una casa situata all'interno della parrocchia del SS. Salvatore, il cui atto venne stipulato nel 1839, al fine di ricostruire ed ampliare il suo palazzo. Nel novembre del 1828 ottenne l'indulto per un oratorio privato a favore dei fratelli Alfonso, Stanislao, Francesco, Domenico, Maurizio, dei baroni Barracco e delle sorelle Carolina, Emanuela ed Eleonora. Proseguendo nel suo progetto dopo il terremoto dell'8 marzo 1832, il 12 marzo 1833, nonostante la forte opposizione del vescovo Leonardo Todisco Grande, un real decreto ordinò la demolizione della chiesa del SS. Salvatore resa poi esecutiva l'8 agosto 1834.
Sempre intorno al 1833 il Barracco ospitò nel suo palazzo il nuovo re Ferdinando II di Borbone, in visita alle province del regno. Nel 1834 Alfonso, primogenito di Luigi (al quale gli succederà dopo la sua morte, avvenuta nel 1849), si unì con Emilia Carafa, ponendo le premesse per il trasferimento dei Barracco nella nuova residenza napoletana in via Monte di Dio (nel 1848 Stanislao Barracco, fratello di Alfonso, venne eletto nel Parlamento napoletano per il distretto di Cotrone). Dopo l'Unificazione, alla quale il barone Alfonso Barracco contribuì con una somma di 10.000 ducati a favore dell'impresa garibaldina, i Barracco si trasferirono a Roma. Nel frattempo, il grande palazzo di Crotone andava incontro ad una lenta ma costante rovina a causa della presenza ormai rara dei suoi proprietari.
L'anno dopo il Plebiscito del 21 ottobre 1860, che sanzionò l'Unificazione, il barone Giovanni Barracco venne eletto nel collegio di Crotone, per poi essere rieletto anche nel 1874 e nel 1880, scontrandosi più volte prima col democratico Gaetano Cosentini - il quale tuttavia riuscirà ad avere la meglio sul barone nel 1867, nel 1870 e nel 1876 - e poi sconfiggendo dopo una contestazione nelle elezioni politiche del 1880 Raffaele Lucente. Nel 1919 vi abitò in seguito il barone Enrico Barracco, figlio ed erede di Alfonso e sposato con Maria Doria, e dagli eredi di Roberto Barracco.